# Coryphaenoides striaturus
Coryphaenoides striaturus es una especie de pez de la familia Macrouridae en el orden de los Gadiformes.

## Morfología
• Los machos pueden llegar alcanzar los 54 cm de longitud total.

## Hábitat
Es un pez de aguas profundas que vive entre 823-1.738 m de profundidad.

## Distribución geográfica
Se encuentran en las costas meridionales de Australia.